# Bingoal WB Devo Team
Bingoal WB Devo Team is een Belgische wielerploeg die werd opgericht in 2012. De ploeg neemt deel aan de continentale circuits van de Internationale wielerunie (UCI). 
Bingoal WB Devo Team is een Waalse talentenploeg, en de opleidingsploeg van de profploeg Bingoal Pauwels Sauces WB.

## 2014

### Selectie
| Naam              | Geboortedatum     | Nationaliteit | Ploeg 2013                    |
| ----------------- | ----------------- | ------------- | ----------------------------- |
| Robin Bleus       | 11 oktober 1995   | België        | Neo                           |
| Ludwig De Winter  | 31 december 1992  | België        |                               |
| Florent Delfosse  | 28 augustus 1993  | België        |                               |
| Thomas Deruette   | 6 juli 1995       | België        | Neo                           |
| Tom Galle         | 13 september 1995 | België        | Neo                           |
| Arnaud Geromboux  | 8 april 1991      | België        |                               |
| Romain Hubert     | 26 augustus 1994  | België        |                               |
| Julien Kaise      | 12 januari 1995   | België        | Neo                           |
| Jérôme Kerf       | 1 september 1993  | België        |                               |
| Antoine Leleu     | 20 september 1993 | België        |                               |
| Rémy Mertz        | 17 juli 1995      | België        | Neo                           |
| Maximilien Picoux | 12 november 1995  | België        | Neo                           |
| Gaëtan Pons       | 1 januari 1992    | België        | TPalm-Pôle Continental Wallon |
| Ludovic Robeet    | 22 mei 1994       | België        |                               |
| Antoine Warnier   | 24 juni 1993      | België        |                               |
| Thomas Wertz      | 6 november 1992   | België        |                               |